# Lecanemab
El Lecanemab (codi de desenvolupament BAN2401) és un fàrmac experimental que es troba en assaigs clínics per al tractament de la malaltia d'Alzheimer. És una versió humanitzada de l'anticòs de ratolí mAb158 que reconeix protofibril·les del pèptid β amiloide i disminueix la deposició d'aquest pèptid en models animals de la malaltia d'Alzheimer.
Al setembre de 2022 es van fer públics els resultats d'un estudi amb 1800 pacients amb malaltia d'Alzheimer en fase inicial, tractats durant 18 mesos amb lecanemab o placebo. Els pacients tractats amb lecanemab van mostrar una progressió més lenta de la malaltia que els tractats amb placebo. El tractament va suposar un avantatge de 0.45 punts sobre el placebo en una escala de 18 punts anomenada Clinical Dementia Rating. Aquest és, fins al moment, el millor resultat d'un fàrmac pel tractament de la malaltia d'Alzheimer basat en la hipòtesi de l'amiloide.